# Herb Náchodu

Herb miasta

Herb Náchodu przedstawia w polu błękitnym srebrną bramę miejską, znajdującą się pomiędzy dwoma srebrnymi wieżami murów miejskich. Brama ma podniesioną, złotą kratę. Nad bramą znajduje się tarcza - w czerwonym polu umieszczono srebrnego, ukoronowanego lwa z podwójnym ogonem.
Otwarta brama murów miejskich ma symbolizować graniczne położenie Náchodu pomiędzy ziemiami czeskimi (których godłem jest srebrny lew) a Śląskiem, a od 1742 również między dwoma państwami. Taki wizerunek pojawił się już na miejskiej pieczęci w I połowie XIV wieku i wkrótce stał się herbem miejskim.